# Carratraca
Carratraca es un municipio de la provincia de Málaga, en España, situado entre las estribaciones más nororientales de la Serranía de Ronda (sierras de Alcaparaín, Baños y Aguas).
Es al mismo tiempo una de las puertas septentrionales del Valle del Guadalhorce y territorio fronterizo entre estas dos comarcas y la de Antequera, con la que conecta por Ardales. Su paisaje es de laderas muy abruptas en la sierra de Alcaparín y algo más suave en las sierras de Baños y  Aguas, cubiertas de pinares y monte bajo y algún que otro olivar allí donde el relieve lo permite. En el fondo del valle que recorre el término municipal de norte a sur, y por el que discurre el arroyo de las Cañas, el campo es de huertas en los márgenes de los arroyos y de cultivos de cereal y olivar entre éstas y el comienzo de las sierras. En el casco urbano de Carratraca destaca poderosamente el conjunto arquitectónico formado por la casa de Doña Trinidad Grund, convertida en Ayuntamiento, y la torre próxima a dicha casa. Desde las terrazas de este conjunto se obtienen bellas panorámicas del entorno.
La situación estratégica de estas tierras, entre dos poblaciones con una rica historia, como son Álora y Ardales, tuvo que favorecer la presencia del hombre en ellas desde muy antiguo. En las proximidades del arroyo de los Pinos, en la Sierra de Alcaparaín y en una sima de 40 metros de profundidad, se ha localizado un enterramiento del Neolítico, así como pintura esquemática de tipo cruciforme y cerámica de decoración incisa.
Las propiedades curativas de los manantiales de aguas sulfurosas que manan en Carratraca ya llamaron la atención de los romanos, que dejaron monedas de cobre y plata con efigies de Tiberio, Claudio y César en el yacimiento conocido como "La Glorieta", y una necrópolis tardorromana en Los Maderos, cerca del arroyo de las Cañas.

## Historia
El origen del municipio de Carratraca es del siglo XIX. Don José Salgado escribió una monografía en 1725, donde hace constar que en esta zona no existía más que una sola casa, conocida por el nombre de Cortijo de Aguas Hediondas. Sin embargo, las bañeras halladas en la vertiente del manantial, los sepulcros y restos de cerámica descubiertos en puntos diferentes del pueblo y sobre todo, los vestigios de una muralla, hacen suponer que estos lugares estuvieron habitados durante el período de la dominación romana y, abandonados después por causas que desconocemos, se cubrieron de espesos encinares. 
Carratraca se formó al amparo de sus aguas sulfurosas. Según la tradición, el descubrimiento de las propiedades terapéuticas de las aguas lo realizó un mendigo, Juan Camisón, llamado así porque su única vestimenta consistía en un largo y gran camisón para que no le molestaran las llagas que cubrían todo su cuerpo. Este hombre llegó a un cortijo situado junto al manantial para implorar la caridad de sus habitantes, y observó que un cabrero echaba el agua a los animales que tenían úlceras en su piel, y al cabo de cierto tiempo curaban, entonces decidió bañarse él mismo y tras varias inmersiones, él también sanó. 
Con una base más documentada, se sabe que en 1817 ya había un médico encargado del estudio y análisis de las aguas y de los enfermos. 
El municipio de Carratraca se creó en 1821 por separación del de Casarabonela. La primera sesión que figura en el Libro de Actas se celebró el 14 de diciembre de 1836. 
De los hechos ocurridos en la villa, destaca por su importancia la creación del Balneario, que a la vista del numeroso público que venía a tomar los baños y del estado de abandono en que se encontraban las primitivas albercas, por Real Orden de 9 de mayo de 1847, se acordó sacar a subasta las obras de construcción del Balneario, cuyos proyectos y presupuestos fueron aprobados por la Real Academia de Bellas Artes de San Fernando.
En 1970 Carratraca saltó a la prensa nacional al iniciarse estudios sobre el terreno, para localizar diamantes. Finalmente, tras la realización de extracciones, se comprobó que l explotación no tenía la rentabilidad suficiente
El 29 de agosto de 1980 fallecía en Carratraca Louis Darquier de Pellepoix, político y activista antisemita francés, colaborador con la Alemania nazi durante la Segunda Guerra Mundial, segundo comisario de Asuntos judíos del Régimen de Vichy.

## Geografía humana

### Demografía
Cuenta con una población de 786 habitantes (INE 2024).
| Gráfica de evolución demográfica de Carratraca entre 1842 y 2021                                                      |
| |
| Población de derecho según los censos de población del INE. Población de hecho según los censos de población del INE. |

### Economía

#### Evolución de la deuda viva municipal
| Gráfica de evolución de Deuda viva del Ayuntamiento de Carratraca entre 2008 y 2019                                |
| |
| Deuda viva del Ayuntamiento de Carratraca en miles de Euros según datos del Ministerio de Hacienda y Ad. Públicas. |

## Monumentos y lugares de interés

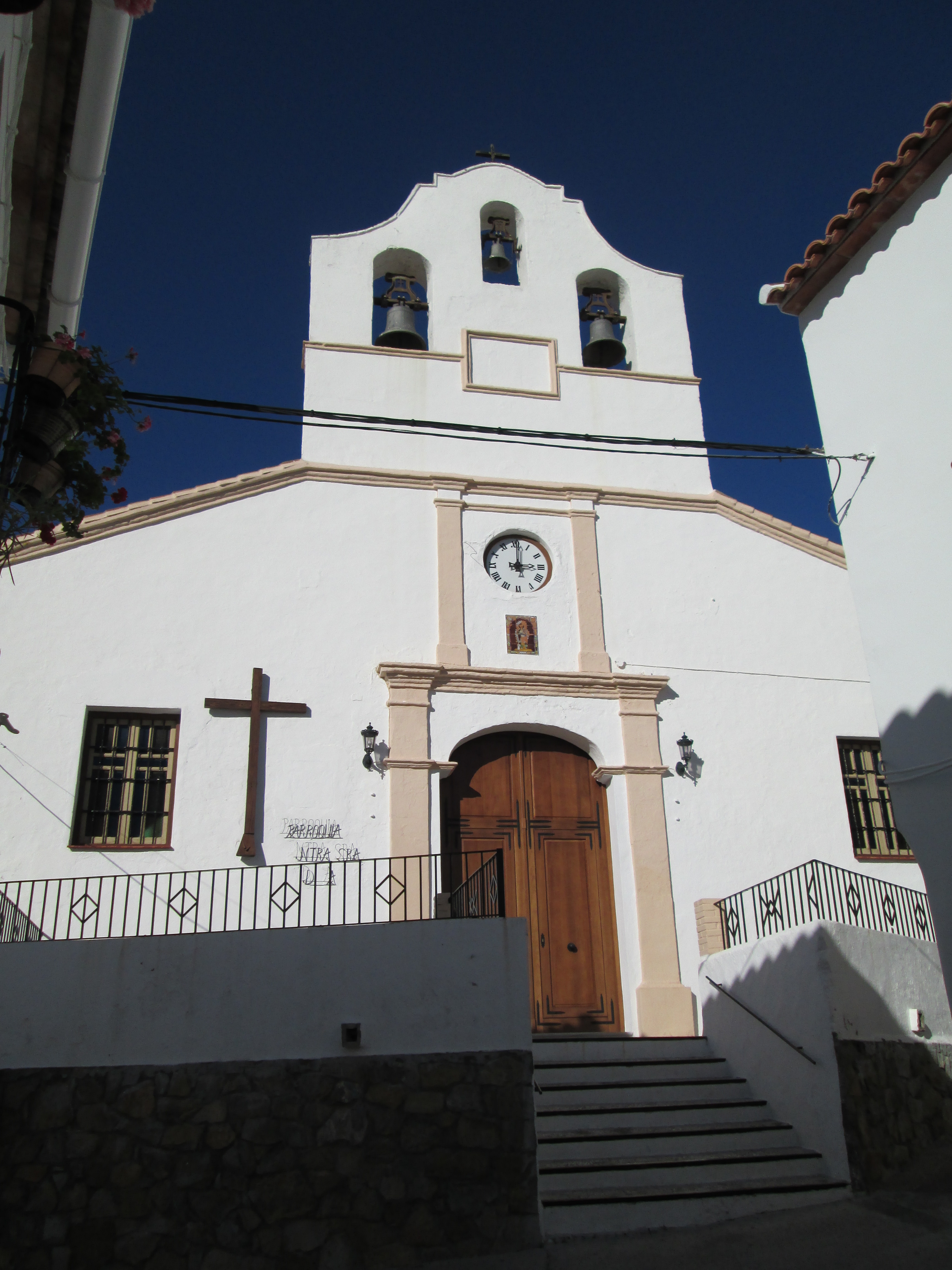
Nuestra Señora de la Salud.

La iglesia parroquial de Nuestra Señora de la Salud es uno de los edificios de interés arquitectónico aunque data de principios del siglo XIX. Fue construida sobre el solar de una antigua ermita y el interior consta de tres naves separadas por arcos de medio punto, con armaduras de madera y bóvedas semiesféricas para cubrir el presbiterio y el camarín donde está la imagen de la Virgen de la Salud. El edificio del Ayuntamiento tiene también interés por su estilo neoárabe en el que sobresalen las dos galerías superpuestas y con arcos de herradura. Construcción muy singular es la pequeña plaza de toros de planta poligonal y excavada en la roca de Sierra Blanquilla. Este es el lugar donde los vecinos del pueblo, convertidos en actores ocasionales, escenifican la Pasión en Semana Santa.
Mención especial merece para el viajero el balneario de aguas sulfurosas. El enclave surgió alrededor de las fuentes y de una ermita del siglo XVIII en el término municipal de Casarabonela, del que se separó en 1821. Veintiséis años más tarde se creó el balneario en un estilo tan apropiado como el neoclásico, muy propio de la edad de oro de este tipo de establecimientos de mitad del XIX. En el interior del edificio que alberga el balneario --un caserón de piedra con portada neoclásica cuyo proyecto fue sancionado por la Real Academia de San Fernando--, destaca en un patio interior de zócalo de cerámica el templete rodeado de columnas blancas de mármol jaspeado.
Otros lugares de interés fuera del casco urbano son las cuevas del Duende y la del abrigo de Alcaparaín, así como las simas Gorda y la de los Murciélagos (necrópolis).

## Cultura

### Fiestas y tradiciones
Entre las fiestas más singulares, sin duda, hay que destacar el festival del embrujo andalusí] en el segundo fin de semana de septiembre y la escenificación de la Pasión en Semana Santa, en la que interviene más de un centenar de vecinos convertidos en actores. La procesión del Corpus Christi y los adornos de calles y casas con flores, mantillas y objetos artísticos es también una antigua tradición, como la noche de San Juan, en la madrugada del 24 de junio.
Las fiestas patronales del pueblo, en honor de la patrona la Virgen de la Salud, tienen lugar alrededor del día 15 de agosto.

### Artesanía
Se pueden encontrar objetos y útiles artesanos hechos en esparto, talla de madera y de forja de hierro y fragua.

### Gastronomía
La cocina de Carratraca está basada sobre todo en platos fuertes con productos del cerdo y el cabrito, y su exquisita repostería. En su gastronomía, cabe destacar platos típicos como:
- Bizcochos: repostería.
- Cubiletes: repostería.
- Roscos de manteca: repostería.
- Tortas de aceite: repostería.
- Tortas de almendra: repostería.
- Callos de Carratraca
- Chivo a la pastoril
- Jarrete a la campera